# ويتني كمنغز
ويتني كمنغز (بالإنجليزية: Whitney Cummings)، مواليد (4 سبتمبر، 1982)، ممثلة وكوميدية أمريكية. اشتهرت بالمسلسل الكوميدي «ويتني» الذي ألَفتهُ وشاركت ببطولته، وايضا مسلسل «2 بروك جرلس» الذي شاركت تأليفة مع مايكل باتريك كنج.

## نشأتها
ولِدت وتربت كمنغز بمدينة جورج تاون بولاية واشنطن العاصمة. كانت والدتها باتي كمنغز مديرة علاقات عامة بشركة «نيمان ماركوس». انفصل والديها عندما كانت بالخامسة من العمر. لديها أخاً غير شقيق اسمه كيفن كمنغز واختاً كبرى اسمها آشلي كمنغز. ارتادت مدرسة ساينت أندرو ايبوسكوبال الثانوية في ماريلاند وتخرجت عام 2000.
عملت كمنغز كصحفية باحدى قنوات «NBC» المحلية. ودرست التمثيل في ولاية واشنطن. تخرجت كمنغز من مدرسة آنبيرغ للإتصالات في جامعة بنسلفانيا في 2004 بمجال الاتصالات.

## حياتها المهنية

### التمثيل
انتقلت كمنغز إلى لوس انجلوس بعد التخرج وعملت ببرنامج بانكد عل قناة «MTV» في 2004، وشاركت في بطولة فيلم الاثارة EMR ذو الميزانية البسيطة في نفس السنة.

### ستاند أب كوميدي
بدأت كمنغز بأداء الـ (ستاند أب كوميدي) في 2004. وفي 2007 اعتبرتها مجلة فاريتي «من الكوميدين العشرة الذين يستحق مشاهدتهم». في 2008، قامت كمنغز بتجربة اداء لبرنامج «لاست كومكس ستاندنج» لكنها لم تنجح. كما ادت كمنغز ببرامج حوارية كـ (تونايت شو وذ كونان اوبراين) و (لاست كول وذ كارسن دالي).
ظهرت كمنغز بفلم وصيف الشرف. كما ظهرت عدة مرات على قناة E! ببرنامج «تشيلسي لايتلي». في يونيو 2014، قدمت كمنغز عرضها الكوميدي الثاني «انا احبكك» على قناة كوميدي سنترال.

### تلفاز
في 2011، اختير برنامج 2 بروك جرلس الذي شاركت بتأليفه للعرض. وبعدها برنامج ويتني. الغى مسلسل ويتني في مايو 2013، كما استمر 2 بروك جرلس وهو في موسمه الخامس حالياُ.
وكان لها برنامج حواري «لوف يو، مين ات وذ ويتني كمنغز» على قناة E! لكنه الغى بعد 11 حلقة.

## سيرتها السينمائية والتلفزيونية
| السنة     | اسم الفيلم             | ملاحظات                      |
| --------- | ---------------------- | ---------------------------- |
| 2007      | لاست كول وذ كارسن دالي | كتابة (1 حلقات)              |
| 2007      | كوميدي سنترال روست     | استشارية (1 حلقات)           |
| 2008      | كوميدي سنترال روست     | كتابة (1 حلقات)              |
| 2009      | لايف نود كوميدي        | كتابة، منج منفذ              |
| 2009      | كوميدي سنترال روست     | مقدمة (1 حلقات)              |
| 2010      | جست فور لافس           | كتابة (الموسم 2)، (الحلقة 6) |
| 2010      | كوميدي سنترال روست     | مقدمة (1 حلقات)              |
| 2010      | كوميدي.تي في           | كتابة، مقدمة                 |
| 2010      | ويتني كنمجز: موني شتس  | منتج منفذ                    |
| 2011      | كوميدي سنترال روست     | مقدمة (1 حلقات)              |
| 2011–2013 | وتني                   | دور اساسي                    |
| 2011–الآن | 2 بروك جرلس            | كتابة                        |

## وصلات خارجية
- الموقع الرسمي
- ويتني كمنغز على موقع IMDb (الإنجليزية)
- ويتني كمنغز على موقع ميتاكريتيك (الإنجليزية)
- ويتني كمنغز على موقع روتن توميتوز (الإنجليزية)
- ويتني كمنغز على موقع ألو سيني (الفرنسية)
- ويتني كمنغز على موقع ميوزك برينز (الإنجليزية)
- ويتني كمنغز على موقع أول موفي (الإنجليزية)
- ويتني كمنغز على موقع قاعدة بيانات الأفلام السويدية (السويدية)
- ويتني كمنغز على موقع إن إن دي بي (الإنجليزية)
- ويتني كمنغز على موقع ديسكوغز (الإنجليزية)
- ويتني كمنغز على موقع قاعدة بيانات الفيلم (الإنجليزية)